# Fátima Dutra
Francisca Fátima Aquino Dutra, född den 8 december 1999 i Cedro, är en brasiliansk fotbollsspelare.

## Karriär
Fátima Dutra inledde sin seniorkarriär i Menina Olímpica år 2016. Hon har även spelat för bland annat Ceará och Torreense innan hon 2024 kontrakterades av Ferroviária de Esportes. Hon debuterade i Brasiliens damlandslag år 2025.